# Communauté de communes du Pays de Duras
La communauté de communes du Pays de Duras est une communauté de communes française, située dans le département de Lot-et-Garonne et la région Nouvelle-Aquitaine.

## Composition
La communauté de communes est composée des 17 communes suivantes :

| Nom                     | Code Insee | Gentilé          | Superficie (km2) | Population (dernière pop. légale) | Densité (hab./km2) |
| ----------------------- | ---------- | ---------------- | ---------------- | --------------------------------- | ------------------ |
| Duras (siège)           | 47086      | Duraquois        | 20,17            | 1 206 (2022)                      | 60                 |
| Auriac-sur-Dropt        | 47018      | Auriacais        | 5,28             | 174 (2022)                        | 33                 |
| Baleyssagues            | 47020      | Baleyssaguais    | 8,18             | 188 (2022)                        | 23                 |
| Esclottes               | 47089      |                  | 9,24             | 163 (2022)                        | 18                 |
| Lévignac-de-Guyenne     | 47147      | Lévignacais      | 25,02            | 678 (2022)                        | 27                 |
| Loubès-Bernac           | 47151      |                  | 19,31            | 409 (2022)                        | 21                 |
| Monteton                | 47187      | Montenais        | 13,81            | 324 (2022)                        | 23                 |
| Pardaillan              | 47199      | Pardaillannais   | 19,71            | 334 (2022)                        | 17                 |
| Saint-Astier            | 47229      |                  | 9,56             | 213 (2022)                        | 22                 |
| Saint-Géraud            | 47245      |                  | 5,68             | 86 (2022)                         | 15                 |
| Saint-Jean-de-Duras     | 47247      |                  | 16,56            | 255 (2022)                        | 15                 |
| Saint-Pierre-sur-Dropt  | 47271      | Saint-Pierrois   | 8,18             | 358 (2022)                        | 44                 |
| Saint-Sernin            | 47278      | Saint-Serniquois | 21,07            | 483 (2022)                        | 23                 |
| Sainte-Colombe-de-Duras | 47236      |                  | 6,97             | 100 (2022)                        | 14                 |
| Savignac-de-Duras       | 47294      | Savignacais      | 14,89            | 214 (2022)                        | 14                 |
| Soumensac               | 47303      | Soumensacais     | 11,42            | 224 (2022)                        | 20                 |
| Villeneuve-de-Duras     | 47321      | Villeneuvois     | 11,81            | 321 (2022)                        | 27                 |

## Démographie
| 1968  | 1975  | 1982  | 1990  | 1999  | 2010  | 2015  | 2021  |
| ----- | ----- | ----- | ----- | ----- | ----- | ----- | ----- |
| 6 187 | 5 566 | 5 308 | 5 102 | 5 107 | 5 563 | 5 664 | 5 735 |

## Compétences

### Compétences obligatoires
- Aménagement de l'espace
- Développement économique

## Administration
| Période                                  | Période  | Identité         | Étiquette | Qualité                                                                |
| ---------------------------------------- | -------- | ---------------- | --------- | ---------------------------------------------------------------------- |
| 1993                                     | ?        | Lucien Chollet   | UDF       | Maire de Duras (1971 → 1995) Conseiller général de Duras (1967 → 1998) |
| Les données manquantes sont à compléter. |          |                  |           |                                                                        |
| 2008                                     | En cours | Bernadette Dreux | UMP-LR    | Maire de Duras (2008 → ) Conseillère générale de Duras (2004 → 2015)   |

## Historique
Elle a été créée le 24 décembre 1993.